# Eduardo Ross
Eduardo Ross (nació el 27 de octubre de 1960, en la Ciudad de Chacabuco, Provincia de Buenos Aires, Argentina) es un pelotari argentino ganador de cuatro medallas de oro en los Campeonatos Mundiales de Pelota Vasca y una medalla de oro en los Juegos Olímpicos de Barcelona 1992, donde se incluyó a la pelota vasca como deporte de exhibición. Ross se distingue por su dominio de la pelota goma, disciplina característica de la pelota vasca en Argentina, formando pareja con su hermano Ramón Ross, con quien ganó la medalla de oro en la especialidad de paleta goma en trinquete, en Cuba 1990. Obtuvo también dos medallas, una de oro y otra de plata, en los Juegos Panamericanos de 1991 en La Habana, donde la pelota vasca fue incluida como exhibición, para formar parte de la competencia oficial en los Juegos siguientes. 
En 1990 recibió el Premio Konex de Platino como mejor pelotari argentino de la década de 1980.

## Premios

### Premio Konex de Platino 1990: Pelota
Ha sido, a lo largo de diez años, ganador de Campeonatos Argentinos y ganador de nueve campeonatos metropolitanos. Fue ganador del Campeonato Mundial de Pelota- Paleta de México, del Campeonato Mundial de Paleta española de México, del Campeonato Argentino de Pelota-Paleta, de Tucumán y del Campeonato Argentino de Pelota-Paleta de Mendoza. 

### Premio Olimpia de Plata 1990: Pelota
Obtuvo el premio Olimpia de Plata durante los años 1981, 1983, 1987 y 1994

## Palmarés

### Campeón mundial
- 1982: trinquete, paleta cuero (México)
- 1982: trinquete, paleta goma (México)
- 1990: trinquete, paleta goma (Cuba)
- 1994: trinquete, paleta goma (San Juan Luz)
- 2012: trinquete, paleta goma, Pamplona,España

### Juegos Olímpicos de Barcelona 1992 (deporte exhibición)
- Paleta goma en trinquete: medalla de oro

### Juegos Panamericanos
- 1991 (La Habana): paleta goma en trinquete; medalla de oro (deporte de exhibición)
- 1991 (La Habana): paleta goma en frontón; medalla de plata (deporte de exhibición)

### Campeonato Panamericano de Pelota Vasca
- 1993 (La Habana): paleta goma en trinquete; medalla de oro